# 김운기
김운기(1970년 8월 23일~)는 대한민국의 바이애슬론 선수로, 1992년 동계 올림픽에 참가했다.